# (12491) Musschenbroek
(12491) Musschenbroek (1997 JE15) – planetoida z pasa głównego asteroid okrążająca Słońce w ciągu 4,94 lat w średniej odległości 2,9 j.a. Odkryta 3 maja 1997 roku.